# Brfxxccxxmnpcccclllmmnprxvclmnckssqlbb11116
Brfxxccxxmnpcccclllmmnprxvclmnckssqlbb (izgovara se /albin/) je ime djeteta rođenog u Švedskoj godine 1991.
Dječakovi roditelji su planirali da nikada ne daju službeno ime djetetu. To bi bio prosvjed protiv strogog zakona o imenima u Švedskoj. Naime, tamo roditelji mogu dati samo ime izabrano s popisa tisuću imena. Ako tu ne nađu odgovarajuće ime, mogu podnijeti žalbu ili slučaj prijaviti sudu.
Regionalni sud je naredio roditeljima da plate kaznu od 5 000 švedskih kruna (oko 550 eura), zbog toga što nisu dali ime do djetetova petog rođendana.
Reakcija na kaznu bio je pokušaj davanja imena od 43 slova, tvrdeći da je to ekspresionističko dostignuće koje oni vide kao umjetničko djelo. Sud je odbacio ime i potvrdio kaznu.
Roditelji su tada probali dati ime A. Sud nije prihvatio naziv djeteta, jer su u Švedskoj zabranjena jednoslovna imena.
Godine 1997. dječak je imao putovnicu, ali ne i ime.